# Glissando
Termín glissando (také glissato, glisscato, glissicando; odvozeno z francouzského glisser „klouznout“), zkráceně gliss., „klouzavě". Označuje v hudebí terminologii plynulou (klouzavou) změnu výšky při spojení dvou tónů. Je to způsob hry (zpěvu), při kterém hráč klouže prstem po strunách nebo po (bílých) klávesách. Glissando lze zahrát i na dechové nástroje (trombón, trubku) a na tzv. glissandující nástroje (havajskou kytaru). Uplatňuje se zejména v džezu. S pojmem glissando úzce souvisí a částečně se s ním překrývá i hudební ozdoba typu portamento.

## Rozdělení podle nástrojů
Glissanda přes větší interval („skutečná“ glissanda) jsou možná pouze s hudebními nástroji, které nejsou fixovány na konkrétní tóny. Jsou to:
- Smyčcové nástroje bez pražců
- Kytary (anglicky nazývané Slide guitar), které umožňují ozvučnou změnu polohy nebo pomalé slide[pozn 1] pro provedení milostných tónů; jinak pomocí bottlenecku (úzkého hrdla) nebo technikou bend (ohýbání). Zvláštní formou je Tap-glissando v rockové hudbě, při kterém se na elektrické kytaře rozezní tón a okamžitě, aniž by se udeřilo do struny, se sklouzne až těsně před konec hmatníku a tam se tlak uvolní.

- Bezpražcoví zástupci:
  - Loutnové nástroje
  - Kytary
  - Basy
  - Citery
- Pozouny (kromě ventilových pozounů)
- Snižcové trubky (na rozdíl od obvyklých ventilových a barokních trubek)
- Pístové flétny
- Lidský hlas
- Elektronické hudební nástroje
  - Syntezátor
  - Theremin
  - Trautonium
  - Martenotovy vlny
- Tympány

Strunová glissanda se často používají ve filmové hudbě (např. v hororovém žánru), ale také v hudebních upoutávkách jako stylistický prostředek k dosažení napínavého efektu.
Smyčcová glissanda se používají i v avantgardní hudbě.
Glissando může být také použito v mnoha různých variantách, například ve shlukové figuraci nebo ve flažoletech.
Glissando v tympánech se často využívá v moderní bicí skladbě. Hraje se při současném sešlápnutí ladicího pedálu během nebo po úderu kniplem na blánu. Se současně použitým glissandem lze také kombinovat i víření bubnů.
Na pozounu lze glissando snadno vytvořit posouváním snižce.
U většiny ostatních žesťových nástrojů je výška tónu obvykle předdefinována konkrétním prodloužením aerodynamického tunelu nebo vrtáním prstových otvorů, takže změny výšky jsou obvykle možné jen omezeně.
U trubek a lesních rohů je poměrně snadné dosáhnout napodobujícího glissanda pomocí specifického použití ventilů a určitých technik foukání nebo rtů. Trubky hrají glissanda nejčastěji v bigbandové hudbě, kde se používají v mnoha různých variacích: Kromě glissandovitého zdobení jednotlivých not (portamento) se používají také jako „fall“ (sestupná figura), „doit“ (stoupající figura), „Bend“ (stoupající i klesající figura) nebo „Slide-in“ (glissando do cílové noty). Lesní rohy hrají silně akcentovaná glissanda v koncertní hudbě 20. století, ale také ve filmové hudbě.
U dřevěných dechových nástrojů lze výšku tónu měnit, když jsou otvory pro prsty otevřené nebo zakryté přímo prsty, tj. ne když jsou zakryty klávesami. Otvory pro prsty se neotevírají zvednutím prstů ani se neuzavírají jejich spuštěním, ale spíše se prsty posouvají nahoru nebo dolů po trubici nástroje nebo se odtahují na stranu. Tím se otvory pro prsty otevírají/zavírají pomalu a částečně. Ve spojení s rychle zahraným legato chromatických stupnic tak lze napodobit „skutečné“ glissando
U klarinetu lze glissando zahrát i změnou nátisku, tedy změnou polohy jazyka nebo hrou stupnice současně s glissandem.
Glissanda lze nalézt i v koncertní hudbě, například ve slavném klarinetovém glissandu na začátku Gershwinovy „Rhapsody in Blue“.
Nejběžnější jsou glissanda se saxofony.
U nástrojů s předdefinovanými výškami tónů, kde není možné výšku tónu dodatečně ovlivnit, lze glissando pouze přibližně napodobit.
Kromě chromatických glissand (ve kterých jdou tóny v půltónových krocích) je ještě možnost diatonického glissanda (na klavíru pouze spodní klávesy, tónový rozsah C-D-E-F-G-A-H) a pentatonického glissanda (na klavíru pouze horní klávesy, rozsah tónů C ostrý-E plochý-F ostrý-G ostrý-B).Takovými nástroji jsou nástroje klávesové jako klavír, cembalo, spinet, klavichord nebo varhany
Speciální možnost pro glissanda nabízí moderní koncertní harfa (také známá jako „dvojpedálová harfa“). Pomocí různých poloh pedálů lze glissanda hrát ve všech tóninách od Ces-dur po Cis-dur a od As moll po Ais-moll. Lze hrát i celotónová a pentatonická glissanda.Je také možnost hry tzv. akordových glissand: „rušivé“, neakordové tóny stupnice jsou enharmonicky promíchány. Příklad: As7 má polohu pedálu As-His-C-Dis-Es-Fis-Ges. Tak je možné nastavit mnoho septakordů a nonenakordů, stejně jako všechny zmenšené septakordy.

## Notace
Notace není standardizovaná, ale často se používají notové hlavičky ve tvaru trojúhelníku, X, nebo kosočtverce.

Glissando je v notách zapsáno pomocí vlnky (č. 1) nebo rovné čáry (č. 2) mezi počátečními a koncovými tóny. Sekvence 3 a 4 grafiky ukazují notové záznamy tohoto glissanda, jak by je bylo možné hrát na klávesový nástroj. Číslo 3 je diatonické glissando a číslo 4 je chromatické glissando. Přesný zápis glissanda pomocí not samotných není možný, protože ideální glissando je neustálá změna zvukové frekvence, ale noty označují jen jednotlivé výšky tónu. Alternativní způsoby hry jsou v sekvenci 5, kdy je glissando v oktávě zdvojeno, a 6, kdy se k „základním tónům“ glissanda přidávají další tóny patřící k žebříčku a vytváří se akordové glissando.
V klavírní notaci lze stupnice také vypsat, ale s přidáním  instrukce glissando, gliss. nebo jen gl..